# 日本カーリット工場爆発事故
日本カーリット工場爆発事故（にほんカーリットこうじょうばくはつじこ）は、1955年（昭和30年）8月2日に神奈川県横浜市保土ケ谷区にある火薬工場にて発生した爆発事故である。

## 事故の概要
1955年（昭和30年）8月2日午前10時45分頃、横浜市保土ケ谷区仏向町1625の日本カーリット工場の第6填薬室にて、火薬の充填作業中に火薬の中に異物が混入するなどしていたため発生した摩擦が原因で、火薬が爆発。
この爆発により、同じ作業場にあった別の約600キロの火薬が誘爆して爆発、さらに作業所内を手押し車で搬送中だった400キロの火薬にも引火し爆発したと推察されている。この事故により3名が死亡（1名は即死、2名は病院搬送後に死亡）、重軽傷者19名を出した。
なお、爆発が2度あった理由については、数十メートル離れた別の作業場（火薬乾燥作業場）に居て助かった目撃者の証言から、「まず作業場から煙が噴出して、そのすぐ後に爆発が2度に分かれて発生した」との目撃情報から、警察は前記のように爆発したものと推察した。しかし事故が発生した作業所内にいた者は全員死亡しているため、実際に建物内でどのような過程で爆発が2度に分かれて発生したのか、その詳細については今でも不明のままである。
事故現場の火薬製造工場は人気のない高台の窪地に建てられていると共に、作業場の周りに高さ10メートルほど土を盛って土手を作るなど安全対策に配慮した場所であった。それでも土手の半分近くは吹き飛び、事故現場から100メートルほど離れた場所にある日本カーリットの事務所は窓ガラスが割れたり、吹き飛ばされた土砂が屋根に5センチ近く積もるなどして半壊した。
この爆発で付近の地下に保管されていたTNT火薬50トン×2の保管庫の扉も破損し、山林内に火災が類焼し誘爆の危険があったため横浜市消防局は決死隊を編成し、志願者20名のうち妻帯者3人を除く17人が現場に突入して消火活動を行い誘爆を阻止した。
折りしもこの前日に東京都墨田区の厩橋にて墨田区花火問屋爆発事故（死者18名）が発生していた。